# 古希臘殖民地

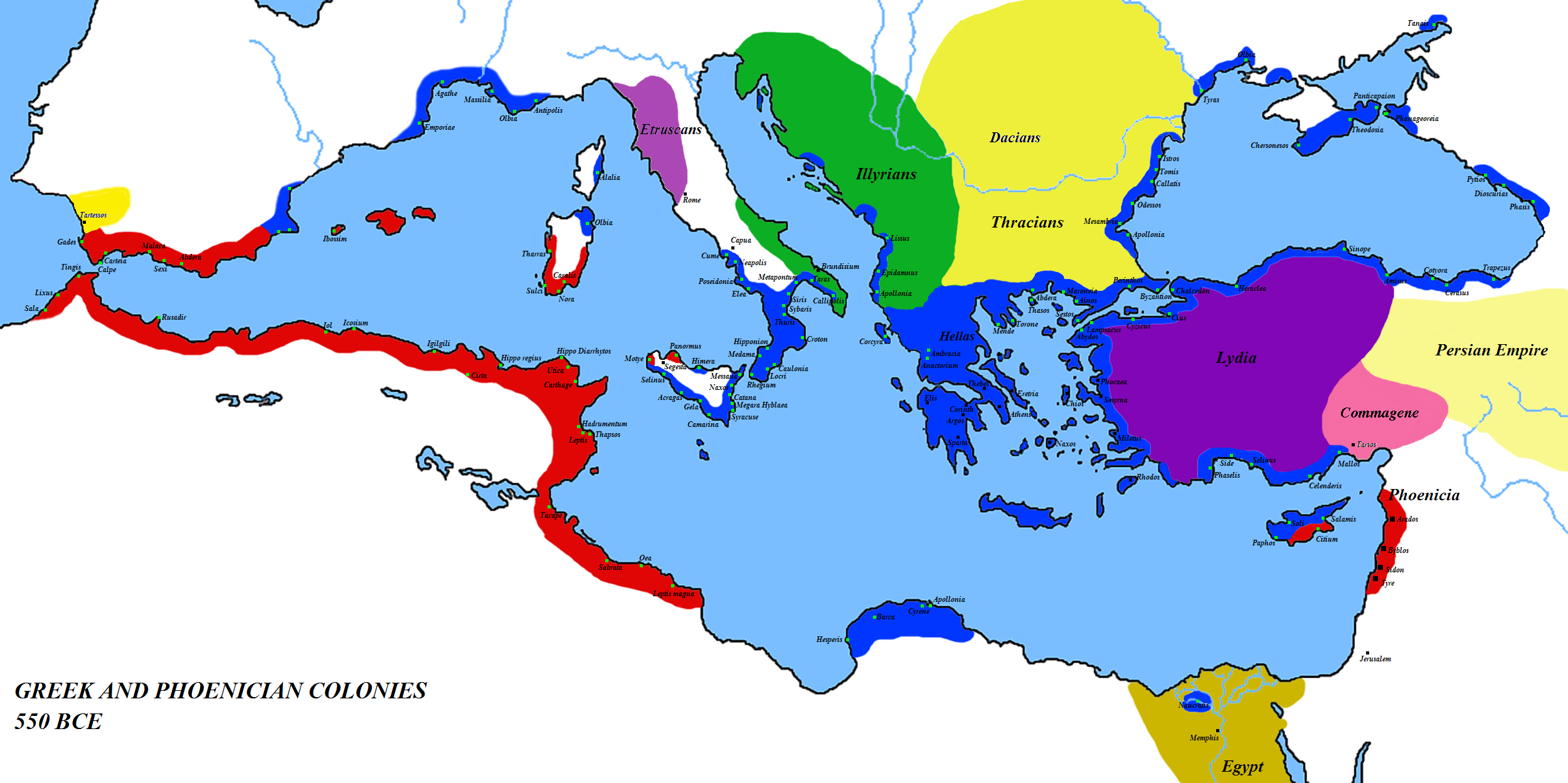
古希腊与腓尼基人的殖民地分布

古希腊殖民地是由母城邦国家所成立的城邦国家。殖民地和母邦之间的纽带通常保持紧密。不同于处于文艺复兴和现代之间的欧洲殖民主义，古代殖民地从开始通常就拥有独立主权和自治权。
在古希腊，殖民地的建立者或为逃脱外敌之手的被征服者；或为在内乱中失败而逃离的一方；或为城邦为避免人口增长过快引发危机而派出的殖民者；或是被陶片放逐制所驱逐的不受欢迎者。但在大多数情况下，海外殖民的动机是为了建立与巩固与外国的贸易关系，进而增加母城市（希腊语中被称为metropolis）的财富。早在前8世纪，希腊人就在爱奥尼亚和色雷斯建立了殖民地。
30多个希腊城邦在环地中海地区建立了殖民地，其中最活跃的是米利都，他们从前9世纪晚期至前5世纪建立的90个殖民地遍布地中海，东至黑海海岸和安纳托利亚（今土耳其），西至伊比利亚半岛的南部海岸，同时他们还在北非的利比亚海岸拥有数个殖民地。
古希腊的殖民城邦分为两种：一种叫做 - apoikia（复数形式为，apoikiai），另一种为 - emporion （复数形式为，emporia）。第一种本身就是城邦，而第二种则是小规模的贸易站点。
希腊城邦在前900年至前800年左右开始建立殖民地，最早是在叙利亚海岸建立的港口以及在今天那不勒斯湾的伊斯基亚建立的商业城市匹德库塞（Pithekoussai），两处殖民地均在前800年左右由优卑亚人建立。
在“黑暗时代”与古风时期之交，希腊爆发了两次殖民潮，其中一次发生于前8世纪早期，另一次发生于前6世纪。人口增长和生存空间狭窄似乎不足以解释这一现象，而由经常性的无政府状态带来的竞争精神与政治经济活力，新产生的希腊城邦概念，以及试图扩大自己的经济影响力的努力，才是这两次移民潮的真正原因。在希腊人的此次扩张中，金属货币的使用逐渐风行于整个地中海盆地。

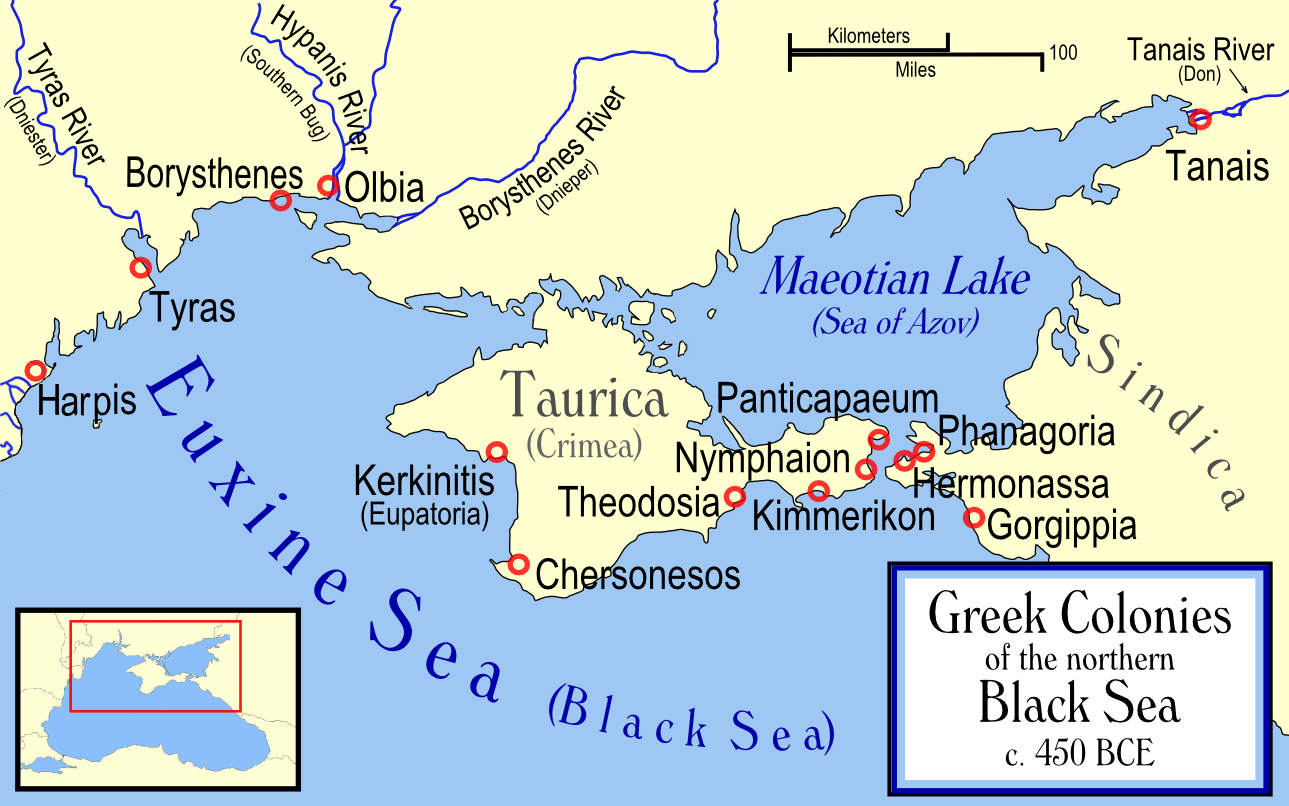
约前450年，黑海北岸的希腊殖民地

在殖民者启程之前，由于宗教原因，通常要遵守一些准则。当一个城邦准备进行殖民前，殖民者通常都要先请求神谕（一般是询问德尔斐的皮媞亚祭司）。对于殖民者的选择，有时会征召特定阶层的市民参与；有时会从每个拥有多个子嗣的家庭中选择一个儿子；而外邦人表达参与殖民的请求也被允许。人们将选择其中的一名优秀者来领导移民和指挥行动。成为殖民地的建立者是十分光荣的事，在他们死后，会被作为英雄看待。殖民者将从议会场所的公共壁炉中取出圣火，而火种将被用来点燃新城市的公共壁炉。新的城市将延续原有城市的主要神明的信仰，而即使几个世纪后，殖民地仍然会在母城市的重要庆典时派遣使节和进献贡品。
殖民城市与母城市之间的关系通常是友好互惠的，大多数分歧都通过和平手段解决，只有极特殊情况下才会采用战争手段。在殖民地建立时，一般会采用母城市的法律和宪章，但新城市会保持政治上的独立。如果殖民城市准备建立新的殖民地，通常会向母城市咨询意见，或至少要求母城市派遣一名领导者。殖民地城市经常要向希腊本土的母城市联盟宣誓效忠，或向德尔斐、奥林匹亚、提洛等宗教中心进献贡品以示敬意。值得一提的是，伯罗奔尼撒战争爆发的其中一个原因就是科林斯与其殖民地克基拉之间的纠纷。而雅典城邦则形成了一类特殊的殖民者，被称为cleruch，他们受领被征服的土地，负责开垦和守卫，并依然保有雅典的公民权。而设在国外（如埃及）的商站则与一般的殖民地有所不同，商站的成员依然保有在自己祖国的居住权，并且有固定的任期。